# Shū Mogi
Shū Mogi (茂木 秀 Mogi Shū?, Kanagawa, 15 de enero de 1999) es un futbolista japonés que juega como guardameta en el F. C. Imabari de la J3 League.

## Trayectoria

### Clubes
| Club                          | País  | Año   |
| ----------------------------- | ----- | ----- |
| Cerezo Osaka                  | Japón | 2017- |
| F. C. Machida Zelvia (cedido) | Japón | 2021  |
| Mito HollyHock (cedido)       | Japón | 2022  |
| F. C. Imabari (cedido)        | Japón | 2022- |

## Estadística de carrera

### J. League
| Club                | Año   | J. League | J. League | Copa J. League | Copa J. League | Total | Total |
| Club                | Año   | Part.     | Goles     | Part.          | Goles          | Part. | Goles |
| ------------------- | ----- | --------- | --------- | -------------- | -------------- | ----- | ----- |
| Cerezo Osaka        | 2017  | 0         | 0         | 0              | 0              | 0     | 0     |
| Cerezo Osaka sub-23 | 2017  | 10        | 0         | -              | -              | 10    | 0     |
| Total               | Total | 10        | 0         | 0              | 0              | 10    | 0     |